# Coriolisova sila
Coriolisova sila je sila, ki povzroča odklon, oziroma ukrivljenje gibajočih teles z vidika opazovalca, ki se nahaja v vrtečem se sistemu, na primer na Zemlji. Ime je dobila po francoskem fiziku, inženirju in matematiku Gaspardu Gustavu de Coriolisu, ki je leta 1835 razpravljal o njej v zvezi z vodnimi kolesi. Matematično jo je obravnaval že de Laplace leta 1778 v plimskih enačbah. Giovanni Battista Riccioli in njegov pomočnik Francesco Maria Grimaldi sta tudi opisala Coriolisovo silo leta 1651 v delu Novi Almagest (Almagestum Novum) v zvezi s topništvom, da bi se zaradi vrtenja Zemlje krogla, iztreljena proti severu, lahko preusmerila proti vzhodu.
V začetku 20. stoletja se je pojem Coriolisove sile začel uporabljati v meteorologiji.
Coriolisova sila je navidezna sila, ki se v mirujočem opazovalnem sistemu ne pojavlja, saj so tam vse spremembe, na katere ne deluje nobena sila, premočrtne. Coriolisova sila se pojavlja zgolj v primerih, kjer se opazovani sistem vrti. Ta sila se kaže kot pospešek, ki je pravokoten na smer gibanja, kar vodi do pojava, pri katerem se nam zdi sicer premočrtno gibanje, na katerega ne deluje nobena sila, ukrivljeno. Zaradi tega bi bilo bolje uporabiti izraz Coriolisov pojav, namesto Coriolisova sila. V sistemu, ki se vrti v smeri urinega kazalca, bo gibanje ukrivljeno na levo glede na gibanje predmeta in obratno.
Coriolisova sila se pojavi ob delovanju centrifugalne sile in se pojavlja zgolj pri vrtljivih sistemih. Centrifugalna sila je statična komponenta (odvisna zgolj od kraja opazovanja), Coriolisova sila pa dinamična (odvisna od hitrosti) komponenta končne rezultante navidezne sile. 
Coriolisova sila je tudi sestavni del geostrofije, oziroma geostrofičnega ravnovesja ozračja in oceanov. 
Merilni postopek, kot na primer Coriolisov merilec masnega pretoka, je osnovan na Coriolisovem načelu. 

## Izračun sile
Coriolisova sila je pravokotna na vrtilno os opazovanega sistema in smer gibanja ter znaša:
{\displaystyle F_{\rm {c}}=2mv\;\omega \;\sin \phi \!\,,}
pri čemer Φ predstavlja kot med smerjo gibanja in vrtilno osjo, v hitrost, ω krožno frekvenco vrtenja in m maso premikajočega telesa. Če se telo oddalji od osi vrtenja, prične delovati Coriolisova sila proti smeri vrtenja, če se ji približuje, deluje v smeri vrtenja.